# Кузнецов, Анатолий Александрович
Анатолий Александрович Кузнецов (род. 4 октября 1939) — советский петролог, формациолог, геохимик, металлогенист.

## Биография
Окончил кафедру петрографии (1962 г.) и заочную аспирантуру (1967 г.) геологического факультета Ленинградского государственного университета. Кандидат геолого-минералогических наук (1968 г.).
Будучи ещё студентом, начал свою научно-производственную деятельность в НИИГА, участвуя (1960-1965 гг.) в государственной геологической съёмке масштаба 1:200000 Тунгусской трапповой провинции Сибирской платформы и анализируя особенности мафитового магматизма Северного Верхоянья (1965-1966 гг.).
Затем, работая во ВСЕГЕИ (1967-1999 гг.), вёл тематические исследования по геологии, петрологии, геохимии и рудоносности магматических и протокрустальных («регионально метаморфических») формаций на примере орогенных поясов Средней Азии (Памир, Тянь-Шань), автономно активизированной области на юге Дальнего Востока (Амурская, или Хингано-Буреинская) и древних щитов (Анабарский, Алданский).
Соавтор (Н. Г. Власов и А. А. Кузнецов) первой «Структурно-формационной карты Памира» масштаба 1:500000 (1969 г., фонды ВСЕГЕИ), один из соавторов «Прогнозно-металлогенических карт на уран ряда регионов юга Дальнего Востока» масштабов 1:1000000 и 1:200000 (1975 г., 1978 г., там же), автор «Структурно-фациальной карты кристаллического фундамента Алдано-Становой геоструктуры» масштаба 1:1500000 (1988 г., 1993 г., там же) и первой «Структурно-фациально-формационной карты Анабарского щита» масштаба 1:500000 (1993 г., там же) с позиций протокрустальной первичной природы раннедокембрийской коры.
Основная область научных интересов: петрогенезис литосферных глобальных кристаллических подоболочек и региональных кристаллических слоев (геолинз) — парагенезов протокрустальных и изверженных геоформаций главных тектонических подразделений литосферы; происхождение ранней и поздней земной коры, литосферы и Земли как космического (с предполагаемым возрастом больше 4.6 млрд лет) и планетного (с катархейского времени) тела; природа центрально-кольцевых геологических структур; генезис крупнейших рудных и горючих (нефть, газ) месторождений; возникновение преджизни.
Им впервые были разработаны: петролого-генетические модели реальных петрографических (плато-базальтового и гранитного) геосферных слоёв фанерозойской земной коры и эклогит-гранулитовых подоболочек раннедокембрийской коры, закономерности состава, строения и механизма становления последних свидетельствуют о первичной метамагматогенной природе нижней коры (протокора); горяче-расплавная модель протолитосферы и ПротоЗемли в катархее; и наконец, общая модель изначально «гипергорячей» ПраЗемли более древнего, чем 4.6 млрд лет, возраста, включающая модель полностью расплавной ПротоЗемли в катархее как частный случай. В эволюционном плане Земля представлена парагенезом в различной степени ритмично кристаллизационно-расслоенных мощных тугоплавких геосфер и пограничных между ними тонких низкоплавких, остаточных флюидно-рудно-магматических астеносфер, или «критических», автодиафторитовых, зон в своем радиальном разрезе.
Из созданных моделей в качестве естественных следствий вытекают определённые черты модели происхождения и прогнозирования месторождений-(супер)гигантов металлических, неметаллических и горючих полезных ископаемых, а из последней — специфика появления эндемичной преджизни на ПротоЗемле, рождённой одновременно с рудами крупнейших минерагенических провинций.
Кузнецов А. А. — один из разработчиков системно-геологического метода — основного инструмента изучения природных тел и раскрытия их сущности путём приложения законов и принципов общей теории систем как раздела кибернетики. Именно на этой методологической основе им были получены принципиальные (модельные, типа «ноу-хау») решения названных выше приоритетных проблем наук о Земле. Системно-геологический метод требует установления системных эмерджентных признаков изучаемых объектов и включает геолого-геометрическое моделирование геологических тел, явлений и тектоно-магматических процессов различных рангов сложности как обязательный этап исследований.
Разработанные им решения проблем кладутся в фундамент нового научного направления — системной геологии — целостной системы геологических знаний на базе общей теории систем, переводящей традиционную, классическую, геологию XIX и XX столетий на качественно новый уровень инновационной детерминированной геологии XXI века и, тем самым, сближающей её с «точными» науками.
Модель первично «гипергорячей» Земли находится в согласии с теорией сверхгорячего и сверхплотного состояния исходной праматерии Вселенной Г. Гамова и В. А. Амбарцумяна, предложенной в 1940-60-х годах.
Геобиогенетическая модель начально-абиогенного синтеза преджизни на ПротоЗемле может служить первой главой биогеохимии В. И. Вернадского и реальной космопланетогеологической основой биохимической теории А. И. Опарина (1924, 1936 гг.) возникновения живого.
Учение В. И. Вернадского о природе и соотношении геологического, биологического и физического пространства-времени рассмотрено в свете новейших достижений физики и космологии на рубеже XX и XXI столетий.
Ему принадлежит заслуга в открытии новой, геохимической, платино-палладиеносной, провинции на территории России (Анабарский щит).

## Награды
Отмечен знаком «Житель блокадного Ленинграда».

## Труды
Он — автор 150 опубликованных работ, в том числе шести книг.
- Кузнецов А. А. Некоторые закономерности петрогенезиса траппов (на примере отдельных районов северо-западной части Сибирской платформы). — Ленинград: Типогр.№6Б, 1967.
- Кузнецов А. А. Тектоно-магматический процесс (геометрическое моделирование). — Ленинград: Недра, 1977.
- Кузнецов А. А. Магматогенная природа Земли и геологические следствия (системный подход). — Ленинград: ВСЕГЕИ, 1992.
- Кузнецов А. А. Современные геологические технологии (разработки «ноу-хау») применительно к геологическому картированию, картографированию и прогнозированию месторождений полезных ископаемых. — СПб.: Изд-во С.-Петербургского ун-та, 1998.
- Кузнецов А. А. Флюидно-магматогенная природа Земли, её геосферных кристаллических слоёв (подоболочек), месторождений-гигантов и преджизни. — СПб.: Изд-во С.-Петербургского ун-та, 2004.
- Кузнецов А. А. «Гипергорячая» природа Земли и геологические следствия (проблемы нафтидорудовитагенеза). — СПб.: Первая академическая типогр. «Наука», 2014.
- Кузнецов А. А. Геолого-минерагеническая модель Анабарского щита. — М.: Геоинформмарк, 2001.